# David Salle
David Salle  est un peintre américain né à Norman (Oklahoma) le 28 septembre 1952. 
Ses créations dans les années 1980 ont été étiquetées postmoderne. À l'époque, dès 1982, il rencontre un certain succès et est considéré comme une des figures-clés de la « transavantgarde » mouvement inventé par le critique italien Achille Bonito Oliva, avec Basquiat, Julian Schnabel, Baselitz, Penck, Markus Lüpertz, entre autres figures…

## Biographie
Il est né en 1952 à Norman (Oklahoma). Après des études au California Institute of the Arts, où il fut l’élève de John Baldessari, il utilise les techniques de montage et d’écrans divisés du cinéma qu’il applique à la peinture. À New York où il s'est installé, il obtient un succès public et critique immédiat  dans les années 1980, par l’utilisation d’images quelquefois érotiques traitées de manière impudique et réaliste. Après avoir réalisé des installations et des performances, il réalise des peintures à base d’images superposées, mélangeant et juxtaposant techniques et styles.  Il est alors étiqueté postmoderne. « Il y a eu beaucoup de malentendus à ce moment-là, à commencer par mon succès », indique-t-il, et de compléter : « Après une deuxième moitié des années 1970 extrêmement morne et sans invention, les gens – collectionneurs, galeristes, conservateurs – voulaient autre chose : ils voulaient des images, des images immédiates. Si l’on s’aperçoit aujourd’hui, en raison de ce que je peins maintenant, que les miennes n’étaient pas si simples, c’est bien ».  Davis Salle utilise indistinctement l’image, la vidéo, le cinéma, le design et la mode mais aussi l’art classique – Velázquez, Bernin – romantique Géricault, impressionniste Cézanne, expressionniste Solana, moderne Magritte, Giacometti, ou Jasper Johns, Robert Rauschenberg, Sigmar Polke, etc.
La caractéristique principale du style de Salle est la juxtaposition d’images incohérentes, en une superposition désorganisée qui évoque l’Histoire de l’Art, la bande dessinée et des objets du quotidien. On y trouvera aussi bien un portrait du peintre français Roger Bissière que des graffitis. Ses images ont un style presque ingénu et sont volontairement mal peintes, avec des fautes évidentes de composition et de structure qui donnent à son style une vision ironique et autocritique. Jouant de formats de grande taille, diptyque ou triptyque, il crée un sentiment théâtral qu’il peut pousser en assemblant des objets tels que table, bouteille, etc.
Il crée également des sculptures, réalise des décors pour des spectacles, notamment pour Karole Armitage et réalise également un film : Search and Destroy (1995), avec Martin Scorsese comme acteur.
Son œuvre se trouve essentiellement dans les musées américains et anglo-saxons.
En 2000 il est lauréat du prix de Rome américain en Arts visuels et réside à l'American Academy in Rome.